# Piazolam
Il piazolam (SH-TRI-108, in inglese: Pyeazolam) è un derivato triazolobenzodiazepinico che è stato venduto online come droga sintetica. È stato scoperto che è relativamente selettivo per il sottotipo α5 dei recettori GABA A, in modo simile al composto correlato QH-ii-066, e si sostiene che abbia un profilo di effetti più simile all'alcol che alle tipiche benzodiazepine.
Sono state individuate diverse possibili vie di sintesi.